# هاردیکانوت
هاردیکانوت یا هارتاکنوت (به انگلیسی: Hardicanute، Hardecanute یا Harthacnut) و در دانمارکی هاردکنود (به دانمارکی: Hardeknud) (زادهٔ پیرامون ۱۰۱۸ یا ۱۰۱۹ - درگذشتهٔ ۸ ژوئن ۱۰۴۲) شاه دانمارک از ۱۰۳۵ و آخرین پادشاه دانمارکی‌تبار انگلستان از ۱۰۴۰ تا ۱۰۴۲ بود.

## زندگی‌نامه
هاردیکانوت پسر کانوت، شاه دانمارکی انگلستان از همسرش اِما، دختر ریچارد یکم، دوک نورماندی و برادر ناتنی هارولد بکم، پسر نامشروع کانوت از معشوقه‌اش الگیفوی نورثهامپتون بود. هاردیکانوت در کودکی به دانمارک فرستاده شد و در ۱۰۳۵ با عنوان کانوت سوم به پادشاهی آن سرزمین رسید. کانوت خواهان آن بود که پادشاهی هر دو سرزمین دانمارک و انگلستان به تنها پسر مشروعش هاردیکانوت برسد و با مرگ او در ۱۰۳۵، اِما و گادوین، ارل وسکس، در صدد برتخت نشاندن هاردیکانوت در انگلستان برآمدند. اما هاردیکانوت در آن زمان درگیر جنگ با ماگنوس یکم، شاه نروژ بود و نمی‌توانست به انگلستان بازگردد. در نتیجه لئوفریک، ارل مرسیا با حمایت اهالی لندن و رؤسای نواحی شمالی، برادر ناتنی او هارولد، ملقب به پاخرگوش را به‌عنوان نایب‌السلطنه برگزیدند.
با این حال تأخیر هاردیکانوت در بازگشت به انگلستان سبب شد تا هارولد در ۱۰۳۷ پادشاهی آن کشور را در دست گیرد و اِما را که حافظ منافع پسرش در وینچستر بود را تبعید نمود. اما در فلاندرز پناه جست و پسرش در آن جا به او پیوست. آن‌ها ناوگانی مشتمل بر ۶۰ کشتی جنگی را فراهم آورده و آمادهٔ حمله به انگلستان شدند که خبر درگذشت هارولد در ۱۷ مارس ۱۰۴۰ به آن‌ها رسید.
هاردیکانوت در ۱۷ ژوئن ۱۰۴۰ وارد انگلستان شد و قدرت را در دست گرفت. انگلیسی‌ها امیدوار بودند که حکومت او بازگشتی به دوران فرمانروایی عادلانهٔ کانوت باشد اما چنین نشد و کارهای هاردیکانوت او را به شاهی منفور بدل ساخت. او در نخستین اقدام خود جسد برادر ناتنی‌اش هارولد را از خاک به درآورده، گردن زده و آن را در باتلاقی انداخت. گفته می‌شود او این کار را به خاطر نفرت عمیقش از او و به انتقام قتل دیگر برادر ناتنی‌اش آلفرد به‌دست هارولد انجام داد. او سپس مالیات‌هایی سنگین را وضع نمود و پس از آنکه دو تن از مالیات‌گیرندگانش در ووستر به قتل رسیدند، ارتشی را بدانجا فرستاد و آن‌ها شهر را به آتش کشیدند. او همچنین اِدولف، ارل نورثامبریا را که قول در امان بودن جانش به او داده شده بود را کشت و نام خود را به عنوان «عهدشکن» در کتاب وقایع‌نگاشت آنگلوساکسون‌ها جاودان ساخت.
هاردیکانوت که ازدواج نکرده و فرزندی هم نداشت در ۱۰۴۰ دیگر برادر ناتنی‌اش ادوارد را از نورماندی فرا خواند و او را جانشین خود ساخت. هاردیکانوت در ۱۰۴۲ درگذشت و ادوارد که بعدتر به ادوارد خستو آوازه یافت بر تخت شاهی انگلستان نشست.